# Crème schijfzwammetje
Het crème schijfzwammetje (Bisporella pallescens) is een schimmel behorend tot de familie Helotiaceae. Hij leeft saprotroof op twijgen vermoedelijk parasitair op de zwarte "matjes" van de hyphomyceet Bispora antennata.

## Kenmerken
De schimmel is te herkennen aan de witte tot crèmekleurige vruchtlichamen. De sporen hebben meestal een septum en meten 9-10 × 2,5-3 µm.

## Verspreiding
Het crème schijfzwammetje komt in Nederland zeldzaam voor.